# Levuka
Levuka ist eine Kleinstadt auf der zum Fidschi-Archipel gehörenden Insel Ovalau.
Die Stadt ist nicht nur Verwaltungssitz der Provinz Lomaiviti, sondern auch Hauptstadt der Eastern Division. Levuka war bis 1882 Hauptstadt der britischen Kronkolonie Fidschi (englisch: Fiji). Mit 4397 Einwohnern nach der Volkszählung von 2007 ist Levuka die größte Ansiedlung in der Eastern Division.
Die Gründung Levukas 1820 geht auf europäische Siedler und Händler zurück. Levuka gilt als erste neuzeitliche Stadt Fidschis und wurde ein wichtiger Hafen und Umschlagsplatz. Die weiße Bevölkerung setzte sich in der Anfangszeit aus einer Mischung von Abenteurern, Missionaren, Händlern, Schiffsbauern und Spekulanten zusammen.
Die Stadt wurde im Juni 2013 von der UNESCO als „herausragendes Beispiel einer pazifischen Hafenstadt aus dem späten 19. Jahrhundert“ zum Weltkulturerbe ernannt.

## Geschichte

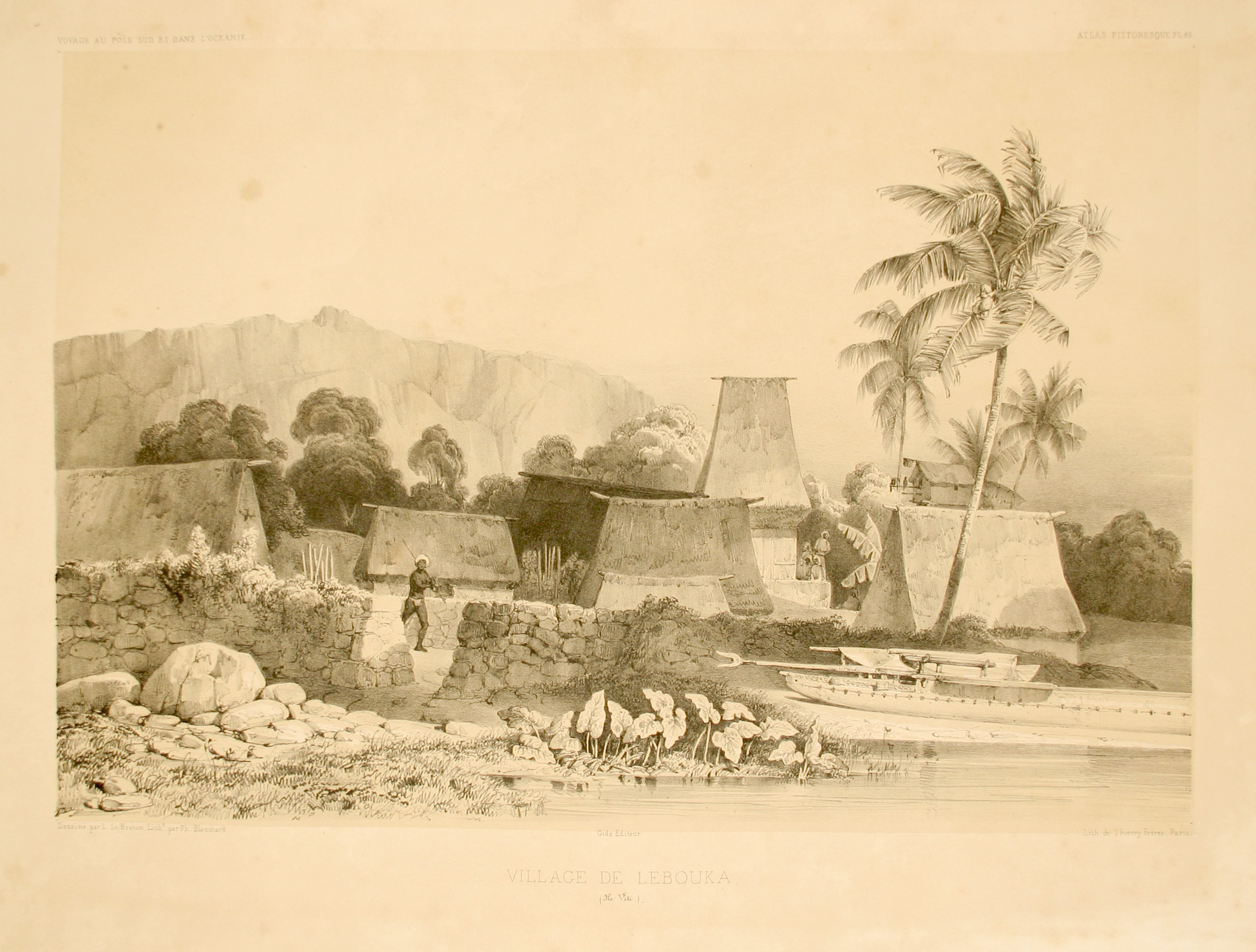
Ansicht Levukas 1839

1824 traf dort der amerikanische Matrose David Whippy ein, der sich mit dem örtlichen Häuptling, „Tui Levuka“, anfreundete und mit der Herstellung des in Asien als Aphrodisiakum  und Suppenzutat gefragten Bêche-de-mer begann. Durch seine Aktivitäten wurden weitere Siedler angezogen und der Ort entwickelte sich bald zu Fidschis wichtigstem Handelsplatz. Um 1830, als der Versand von Bêche-de-mer bereits merklich zurückging, entstand in Levuka eine kleine Walfängersiedlung, deren Bewohner einen regen Handel mit dem im rituellen Leben der Fidschianer einen wichtigen Platz einnehmenden tabua (Zähne des Pottwals) trieben.
Das europäische Leben erlitt 1844 einen vorübergehenden Abbruch, als der König von Bau, Ratu Seru Epenisa Cakobau (1815–1883), die Siedler nach einem Überfall der kriegerischen Bergbewohner (Kai-Lovoni), die sich gegen die Errichtung von Häusern auf ihrem Territorium zur Wehr setzten, der Illoyalität bezichtigte und nach Vanua Levu auswies. Dadurch entgingen die Weißen jedoch einem verheerenden Massaker, das die Kai-Lovoni zwei Jahre später unter der einheimischen Bevölkerung anrichteten und das 400 Menschen das Leben kostete. Als die ins Exil verbannten Weißen jedoch um Wiederansiedlung baten, gab der Tui Bau ihrem Gesuch statt, da er auf die damit verbundenen Einkünfte und Waffen nicht verzichten konnte. Obschon die Stadt in der Folge weiter wuchs, geriet das soziale Gefüge zunehmend aus dem Gleichgewicht. Levuka galt fortan als Hort von Trunkenbolden, Schlägern und Rassisten.
Dies änderte sich jedoch radikal mit dem Eintreffen neuer Immigranten aus Australien und Europa im Zuge des „Cotton Boom“. Innerhalb kürzester Zeit entstand eine gut organisierte Stadt europäischen Gepräges, die über alle wichtigen ökonomischen, sozialen und kulturellen Einrichtungen verfügte. Maristenpatres (Society of Mary, Marists) gründeten unter der Leitung von Vater Bréhéret 1858 eine Missionsstation. Zu den ersten Firmen, die dort ansässig wurden, gehörten F. & W. Hennigs (1863) und Hedemann, Ruge & Co. (1871). Um 1870 hatte die Stadt eine Bevölkerung von rund 800 Bewohnern.
Als im Jahre 1871 das Königreich Fidschi als konstitutionelle Monarchie errichtet und Cakobau (Schreibung auch: Thakombau) zum König (Tui Viti) gekrönt wurde, stieg Levuka zur Hauptstadt der Inselgruppe auf. Am 10. Oktober 1874 annektierte das British Empire Fidschi als Kolonie, Levuka blieb jedoch Residenz bis 1881, obwohl bereits 1877 die Verwaltung nach Suva verlegt worden war.
Viele Institutionen wurden in Levuka zuerst eingerichtet oder gegründet, darunter die erste Bank in Fidschi, das erste Postamt, die erste öffentliche Schule, ein Krankenhaus, eine Stadthalle für die kommunale Verwaltung. 1869 wurde in Levuka die Fiji Times gegründet, die dann nach Suva umzog. Die Arbeiten für die Infrastruktur mussten von den aus dem pazifischen Raum durch das Blackbirding nach Fidschi verfrachten Zwangsrekrutierten geleistet werden, die für Zuckerrohr- und Baumwollplantagen als Arbeitskräfte benötigt wurden.

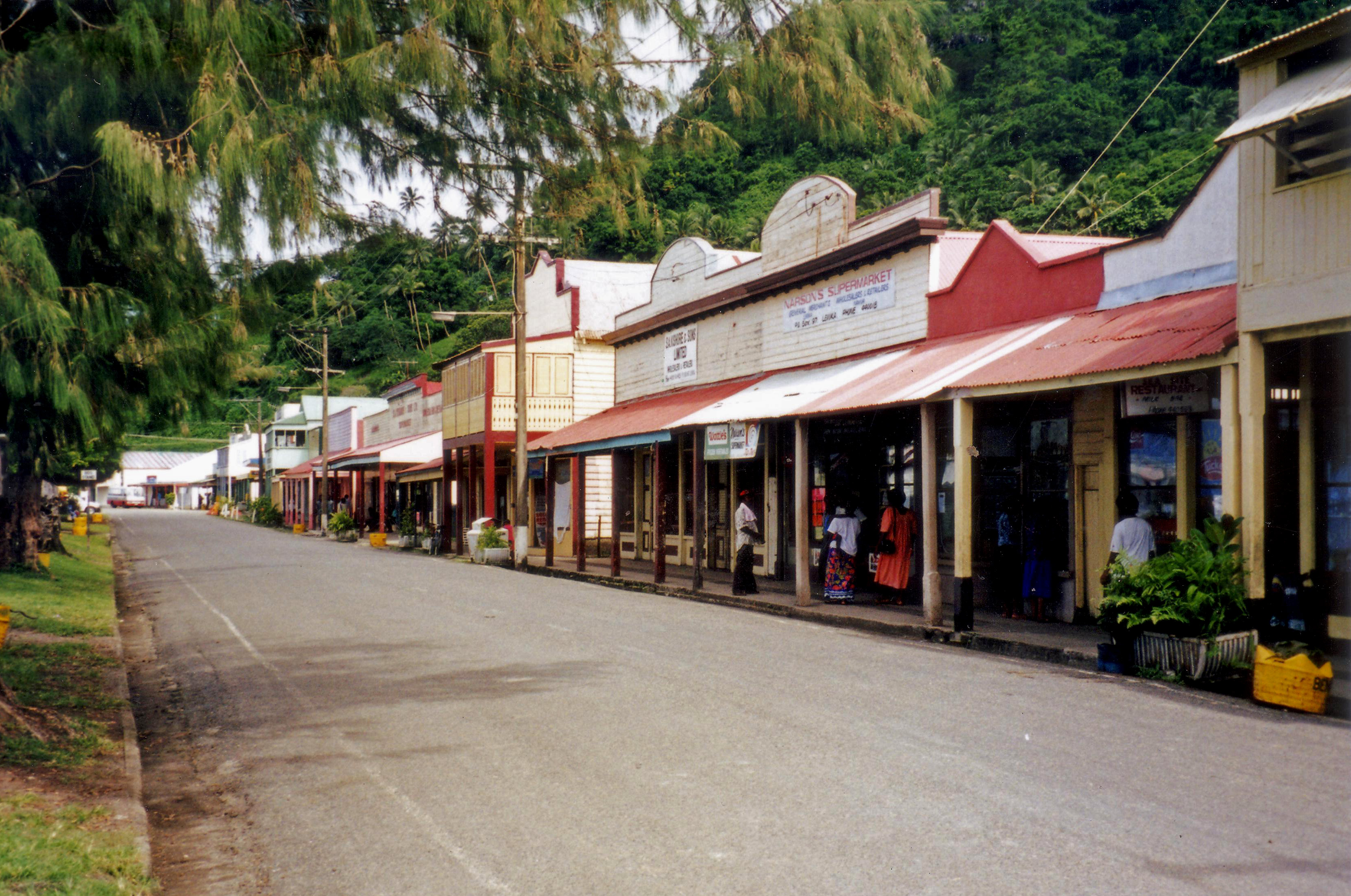
Beach Street, Levuka
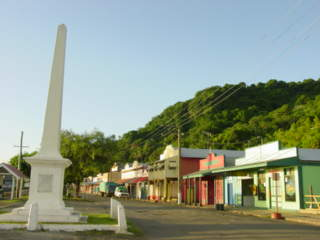
Kriegsdenkmal, Beach Street

## Wirtschaft
Die Bedeutung als Zwischenhafen im Handel mit Kopra nahm Ende der 1950er Jahre deutlich ab, es drohte der wirtschaftliche Niedergang.
Zum Ausgleich wurde 1963 die PAFCO - Pacific Fishing Company, als Joint Venture zwischen der Fidschi-Regierung und dem japanischen Handelsministerium gegründet. Pafco ist seit 1987 eine Aktiengesellschaft mit 98 % Regierungsanteil und ist heute der  größte Arbeitgeber mit ca. 800 Beschäftigten in der Verarbeitung von Thunfisch. Hauptmarkt ist der Vertrieb durch die amerikanische Bumble Bee Foods LLP.

## Tourismus
Der Tourismus spielt bisher (2013) keine große Rolle, obwohl die Stadt selbst aufgrund der kolonialzeitlichen Architektur reizvoll ist. Von Zeit zu Zeit legen hier Kreuzfahrtschiffe an.